# Vasabladet
Vasabladet [ˈvɑːsaˌblɑːdɛt] (schwedisch, „das Vasablatt“), abgekürzt VBL, ist eine regionale schwedischsprachige Tageszeitung in Österbotten, Finnland. Sie erscheint in Vasa (finnisch Vaasa). Besitzer ist das Unternehmen HSS Media. Seit 2014 ist Niklas Nyberg Chefredakteur.

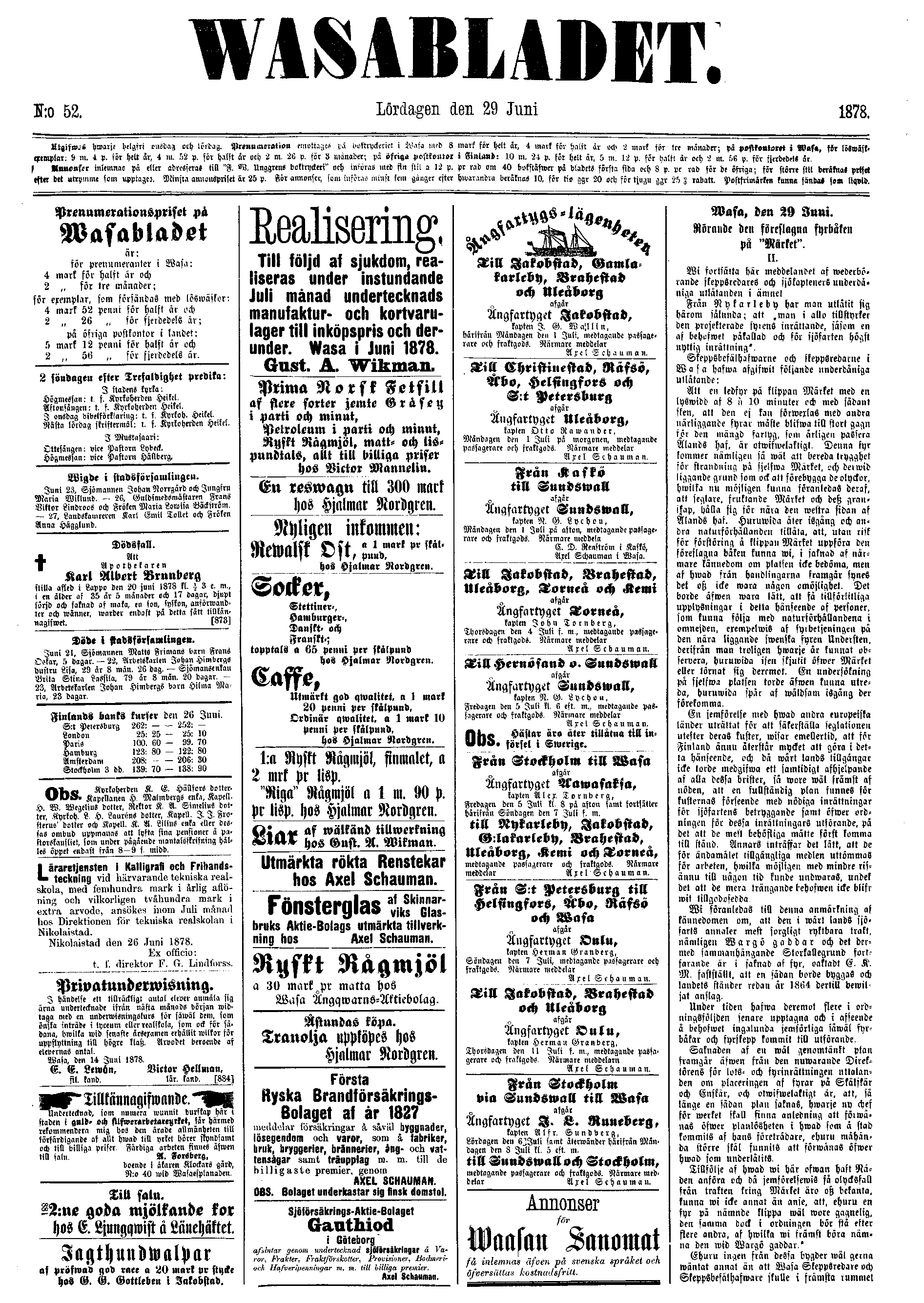
Titelblatt 29. Juni 1878

Die Zeitung wurde (als Wasabladet) 1856 von August Levón gegründet und ist somit nach Åbo Underrättelser die zweitälteste Tageszeitung in Finnland. Vasa Tidning („Vasa-Zeitung“, 1839–1848) und dessen Nachfolger Ilmarinen („Ilmarinen“, 1848–1855) gelten als die Vorgänger der Gründung. Der erste Chefredakteur war Pehr Lundberg. 1932 wurde die Zeitung mit dem Volksblatt Wasa Posten („die Vasa-Post“, gegründet 1898) zusammengeschlossen.
Vasabladet ist heute die zweitgrößte finnlandschwedische Tageszeitung nach Hufvudstadsbladet und erscheint sechs Mal wöchentlich (dienstags bis sonntags) im Tabloid-Format. Die neue Webversion der Zeitung, die nur für Abonnenten vollständig zugänglich ist, startete im Mai 2013. Im Februar 2014 wurde ein historisches Zeitungsarchiv lanciert, das die digitalisierten Ausgaben seit der Gründung als E-Zeitung zur Verfügung stellt.